# Pregl
Pregl  je priimek več znanih Slovencev:
- Arjan Pregl (*1973), likovni umetnik
- Barbara Habič Pregl (*1958), mladinska pisateljica, galeristka, založnica
- Friderik Pregl (1869—1930), slovensko-avstrijski zdravnik in kemik, nobelovec
- Gvido(n) Pregl (1876—?), ekonomist
- Gvido Pregl (1931—2003), jedrski fizik
- Marijan Pregl (1938—2002), nevropsihiater
- Miroslav Pregl (1913—1981), politik ... ?
- Marko Pregl (?—1567), ljubljanski župan
- Sanja Pregl (*1970), pisateljica
- Slavko Pregl (*1945), (mladinski) pisatelj, urednik, založnik, kult. politik
- Tatjana Pregl Kobe (*1946), književnica, esejistka, publicistka, umetnostna zgodovinarka, likovna kritičarka in založnica
- (Kazimir) Živko Pregl (1947—2011), ekonomist in politik, mdr. podpredsednik ZIS